# Raclette
Raclette siri so posebna vrsta poltrdega polnomastnega švicarskega sira in so izdelani iz pasteriziranega kravjega mleka. Znani so po svoji gladki kremasti teksturi ter izrazitem, vendar rahlem okusu po oreščkih, vse do mlečnega tona. Značilen zanje je prijeten aromatičen vonj. Ko se sir segreje in stopi, postane vonj bolj intenziven.
Siri Raclette izvirajo iz Švice, natančneje iz kantona Valais (Wallis) v jugozahodnem delu države.
Siri tega tipa so še posebej cenjeni zaradi svoje sposobnosti, da se enostavno topijo, zaradi česar so popolni za švicarsko tradicionalno jed Raclette.

## Etimologija
Ime Raclette izhaja iz francoske besede »racler«, s pomenom strgati ali postrgati. Nanaša se na tradicionalni način priprave, pri kateri se kosi sira segrejejo oz. stopijo in se zatem sir s prilogami postrga na kuhan krompir v oblicah.

## Različice in proizvodnja
Raclette siri se dajejo na trg po dveh ali treh mesecih staranja. Izdelujejo se tudi različice, ki so rahlo dimljene, tudi z dodatkom popra, belega vina ali aromatičnih zelišč.
Ker tovrstni siri nimajo zaščitene označbe porekla, jih danes proizvajajo tudi v Italiji (v Savoji) in Franciji (Franche-Comté), pa tudi izven Evrope, v Kanadi (Québec), v Avstraliji in celo na Japonskem, na otoku Hokaido.

## Zgodovina
Kaspar Ambühl, znan tudi kot Gaspardus Collinus, je bil pomembna osebnost kantona Valais. Bil je zdravnik in farmacevt v Sionu in je prispeval k pomembnemu delu z naslovom »Vallesiae et Alpium descritpio«, ki ga je napisal Josias Simler iz Züricha. Delo je leta 1574 v latinščini natisnil Christophe Froschauer v Zürichu in vsebuje zgodovinski opis regije Valais. V njem je tudi prvi zapis o uživanju na ognju stopljenega sira.
Švicarsko sirarsko združenje (Schweizerische Käseunion) je začelo promovirati Raclette kot švicarsko nacionalno jed v 1930-ih letih. Namen te promocije je bil povečati porabo švicarskih sirov, podobno kot so to storili s fondijem. Raclette je priljubljenost izven Švice pričel pridobivati po predstavitvi na švicarski nacionalni razstavi leta 1964 v Lozani.

## Jed Raclette
Istoimenska jed naj bi izvirala iz tradicije vasic v Švicarskih Alpah, pri kateri so polovico koluta istoimenskega sira nad ognjiščem segreli, nato pa stopljeni del prelili čez kuhan krompir. Danes so ognjišče nadomestili priročni namenski namizni električni žari za raclette, v katerih se sir topi na posebnih lopaticah. Kuhan krompir v oblicah (ki naj bo pokrit, da ostane vroč), narezan sir in vse pripravljene priloge (npr. svežo in vloženo zelenjavo, lahko tudi vloženo sadje, npr. marelice, breskve, hruške, ananas), mesnine, razne omake in solate ter začimbe po želji (npr. črni poper, paprika, čili, kumina cela ali mleta...) razporedimo po mizi, da si bo lahko vsak sam na lopatici pripravil najljubšo kombinacijo, nato pa jo vloži v žar. Ko je sir z izbrano prilogo ter začimbami na vrhu zlato rjavkasto stopljen, ga z lesenim strgalom prelijemo čez sedaj olupljen krompir in jed je pripravljena.